# Сип (река)
Сип (фр. Suippe) је река у Француској. Дуга је 82 km. Улива се у Ен. 